# 目白中学校 (旧制)
目白中学校（めじろちゅうがっこう）は、東京府にあった旧制中学校。東亜同文会によって1909年に開設された。杉並中学校（旧制）を経て、現在の中央大学附属高等学校の母体となっている。

## 沿革
目白中学校は、1909年、東京府豊多摩郡落合村（現・新宿区下落合）の近衛公爵家敷地に、東京同文書院併置の教育機関として誕生した。東京同文書院は、東亜同文書院の運営で知られる東亜同文会が1899年に設立した、清からの留学生を対象とする教育機関であったが、清王朝を巡る清国内の対立から留学生の数が激減していた。目白中学校はその空き施設を利用したものである。旧熊本藩主・細川公爵家の細川護成・細川護立が初代・第2代の校長に就いたが、実質的な学校責任者は柏原文太郎であった。
1922年に東京同文書院が廃止された後も、目白中学校は同地で存続したが、近衛家の事情により、1926年に北多摩郡上練馬村（現・練馬区高松、現在練馬区立練馬中学校のある場所）へ移転する。練馬移転当初の生徒総数は900名であったがその後生徒数は減少、1934年には生徒総数は65名、特に1年次は0名となった。
1934年、杉並区長の増田穆は、目白中学校を杉並区に招致する活動を行う。1935年、目白中学校はこれに応じて東京市杉並区中通町（現・杉並区今川）に移転し、杉並中学校に改称。初代校長に岡本隆冶が就任した。定員は500名。その後、学制法令の整備に伴い、財団法人杉並中学校が設立され、1942年には生徒総数900名を超える。
第二次世界大戦終結後、学制改革によって新制の杉並中学校・杉並高等学校となるが、その後学校法人中央大学と合併して現在の中央大学附属高等学校の母体となる。なお、1963年に中央大学附属高等学校は武蔵小金井に移転し、旧制杉並中学校跡地には中央大学杉並高等学校が開設されている。

### 年表
- 1909年2月22日 - 東京府豊多摩郡落合村（現・新宿区下落合）の近衛篤麿公爵家屋敷地内[1] に、東亜同文会が中国人留学生受け入れ施設である東京同文書院に併設教育機関として「私立中学校設立許可願」を文部省に提出。設立者・細川護成及び柏原文太郎。
- 1909年4月 - 初代校長に侯爵・細川護成就任。
- 1915年4月8日 - 第2代校長に細川護立就任・次長柏原文太郎。
- 1923年 - 第3代校長に柏原文太郎就任。
- 1924年 - 850名を900名とする定員変更願を提出、金田一京助が講師として教授。
- 1926年10月 - 東京府北多摩郡上練馬村（現・練馬区高松一丁目24-1）に移転。旧校舎は鉄道会社に渡ったのち、1943年頃官立無線電信講習所（電気通信大学の前身）として使われたのち練馬中学の校舎となり1960年代半ばに取り壊された[2]。
- 1933年 - 柏原文太郎、目白中学校長辞任、代行は岡本隆冶。生徒数122名に激減。
- 1934年4月 - 生徒数が65名（5年29名・4年17名・3年12名・2年7名・1年0名）となる。
- 1934年6月 - 杉並区長の増田穆が、目白中学校を東京市杉並区中通町（現・杉並区今川）に招致する。
- 1935年2月 - 杉並区長の増田穆が観泉寺と土地賃貸仮契約を結んだ。
- 1935年3月10日 - 「杉並中学校維持会」（代表・内田秀五郎）は講堂新築工事を完成させる。
- 1935年4月10日 - 杉並区に移転。翌11日、杉並中学校に改称が認可される。初代校長に岡本隆冶就任。定員500名。
- 1942年には生徒総数900名を超える。
- 1948年4月 - 学制改革により、新制の杉並中学校・杉並高等学校へ改組。
- 1952年5月 - 運営法人である学校法人杉並高等学校と学校法人中央大学の合併が認可、校名を中央大学杉並高等学校と改称。校長に鈴木俊 (東洋史学者)[2]。
- 1963年1月 - 中央大学杉並高等学校を母体として中央大学附属高等学校の設立が認可される。
- 1963年3月 - 小金井市貫井北町へ移転。跡地には新設校として中央大学杉並高等学校を設置。

## 校風
柏原文太郎らが開学した目白中学校は、中国問題を解決すべく、国際的な校風と同校以来の校訓「質実剛健」を基盤とし、漢学を基礎とする国語教育を重視する高等教育をその教育方針とした。
この教育方針は、225名で開学した明治42年4月以来、中等教育を5年間（ただし1年以内の補習科を置く）教授する旧制中学校として継続された。最盛期は生徒定員850名であった。
著名な教師としては、木下利玄が大正1年から同5年1月まで国語教師として教授。金田一京助が大正12年から同13年まで英語を教授した。

## 主な出身者
- 埴谷雄高（本名：般若豊）（文学者[小説「死霊」の著者] / 目白中学[14期生:昭和2年]卒））
- 吉行エイスケ（吉行淳之介の父 / 目白中学[大正11～]在学）
- 堀木鎌三（厚生大臣、参議院議員。運輸省鉄道総局長、鉄道省鉄道監・業務局長 / 目白中学[大正14年]卒）
- 松平勇雄（福島県知事 / 目白中学[大正15年]卒）
- 津田久（住友商事社長）

## 註
1. ↑  住所は「東京府豊多摩郡大字落合村437番地外7番地合併地」。
2. 1 2  保坂治朗「目白にあった東京同文書院」『同文書院記念報』、愛知大学東亜同文書院大学記念センター、2009年3月、ISSN 21887950。